# Galas
Galas, cecydium, galasówka (łac. galla) – w szerszym ujęciu do utworów galasowych zaliczane są patologiczne narośle powstałe w wyniku rozrostu tkanki roślinnej na liściach, łodydze lub korzeniach. Szczególnym utworem są galasy wytwarzane u roślin zaatakowanych przez owady – galasówki. Galasy to także brodawki korzeniowe oraz struktury określane jako czarcie miotły. Powstawanie galasów może być indukowane przez wirusy, bakterie, grzyby, nicienie, roztocze lub owady. Ponadto mianem galasów określa się wyrośla na koralowcach wywoływane przez niektóre kraby z rodziny Cryptochiridae.
Inni autorzy określają nazwą galas wyłącznie wyrośla powstałe w wyniku działania galasówkowatych (owady z rzędu błonkoskrzydłych), uznając je za jeden z wielu rodzajów wyrośli (cecidium). Powstają w wyniku nakłucia tkanek i złożenia w ranie jaj przez samice galasówkowatych. Funkcją tak utworzonych galasów jest ochrona żerujących wewnątrz larw.

## Podział
Wyróżniane są galasy organoidowe i histoidowe. Te pierwsze są silnie zmienionymi, jednak dającymi się rozpoznać, organami roślin żywicielskich. Tego typu galasem są czarcie miotły, będące rozgałęzieniami liści na szczycie pędu. Galasy histoidowe mają budowę odmienną od organów roślin. Przybierają formę narośli na częściach łodyg, liści lub korzeni. Przykładem tego typu utworu galasowego jest narośl powstająca po nakłuciu zawiązków pędów i liści przez szypszyńca różanego.

## Galasy indukowane przez galasówki
Na pączkach dębu określana jako dębianka.
Galasy powstają w wyniku rozrostu tkanki merystematycznej pod wpływem substancji wprowadzonej przez samicę podczas nakłucia rośliny lub pod wpływem żerowania larw. Mają za zadanie chronić rozwijające się w jego wnętrzu larwy.
Na drzewach liściastych (najczęściej dęby, buki i topole) galasy przyjmują różnorodne kształty i ubarwienie. Jesienią galasy tworzone na liściach opadają wraz z nimi, a zimą wylęgają się z nich samice pierwszego pokolenia, które składają jaja w śpiące pączki roślin.
Na drzewach iglastych galasy przypominają wyglądem małe szyszki. Początkowo zielone lub kremowe, przed uwolnieniem larw ciemnieją i zasychają.
Galasy zawierają kwas garbnikowy i kwas galusowy. Z dębianek otrzymuje się taninę oraz nalewki wykorzystywane w lecznictwie jako środek ściągający i osłaniający.

### Zastosowanie
Wykorzystywane są w przemyśle do produkcji garbników, taniny, atramentu (atramentu galusowego). Stosowane są w medycynie jako środki farmakologiczne o działaniu przeciwbiegunkowym.